# Xã Lark, Quận Grant, Bắc Dakota
Xã Lark (tiếng Anh: Lark Township) là một xã thuộc quận Grant, tiểu bang Bắc Dakota, Hoa Kỳ. Năm 2010, dân số của xã này là 46 người.